# Wysoczyzna Lubińska
Wysoczyzna Lubińska – mezoregion fizycznogeograficzny (317.76) stanowiący północno-wschodnie zakończenie Niziny Śląsko-Łużyckiej. Od północy graniczy z Równiną Szprotawską i Wzgórzami Dalkowskimi, od wschodu z Obniżeniem Ścinawskim, od południowego wschodu z Pradoliną Wrocławską, od południa i południowego zachodu z Równiną Legnicką i od zachodu z Borami Dolnośląskimi.
Jest to teren pofałdowany, wyższy od okolicznych obniżeń, pokryty osadami zlodowaceń środkowopolskich – głównie piaskami i żwirami oraz glinami. Teren jest silnie zalesiony, z wyjątkiem części południowej. Największe miasto – Lubin jest położone w północno-wschodniej części. Na zachód od niego znajduje się Chocianów.
Pod względem geologicznym jest to obszar monokliny przedsudeckiej, a na południu – bloku przedsudeckiego.